# Drymotoxeres
Drymotoxeres is een geslacht van zangvogels uit de familie ovenvogels (Furnariidae).

## Soorten
Het geslacht kent de volgende soort:
- Drymotoxeres pucheranii – Wulpbekmuisspecht